# Walter Savelli
Walter Savelli (Firenze, 14 novembre 1948) è un pianista e compositore italiano.

## Biografia
Nasce in una famiglia di musicisti (il padre suona la tromba, la madre è un soprano, il fratello suona il pianoforte e la sorella canta), ed anche lui inizia a suonare il pianoforte da bambino. Si iscrive poi al Conservatorio Luigi Cherubini, dove frequenta il corso di composizione; ma negli anni sessanta si avvicina al beat, e forma i primi complessi, in cui suona il pianoforte e canta.

### I Telstars e i Guerrieri
Inizia la carriera musicale entrando nel 1965 come tastierista e cantante nei Telstars, complesso formato, oltre che da Savelli, da Marco Bracci (chitarra), Gianni Fabbri (batteria) e Sandro Calidi (basso). La band si era formata nel 1962 con Carlo Felice Marcovecchio alla batteria, Giuliano Giunti al basso, Francesco Novelli alle tastiere e Bracci alle chitarre; questa formazione si era poi sciolta dopo un tour in Svezia, e Bracci aveva deciso di riformare i Telstars con altri musicisti.
Con questo complesso Savelli pubblica quattro 45 giri per la Nuova Enigmistica Tascabile; inoltre gli stessi musicisti, ribattezzata la formazione I Guerrieri, incidono un ulteriore 45 giri per la Carosello, Il principe guerriero/L'ultima volta in cui il lato A è la cover di una canzone dei The Shadows tratta dalla colonna sonora del film The War Lord, con Charlton Heston. Dopo alcune tournée, con il declino del beat, il complesso si scioglie.

### Gli anni settanta: gli Antenati e gli Extra
"Gli Antenati" furono fondati da Valerio Barbi e da Federico Frigerio; scovarono il Savelli Valter in un night di Firenze e formarono i primi Antenati con Valerio al basso, Frigerio alla chitarra, Savelli alle tastiere e Massimo Martini alla batteria. Successivamente si formarono i nuovi Antenati (composti oltre che da Savelli, da Moreno Signorini, Massimo Martin, Pino Pini e Federico Frigerio) complesso che nel 1974 pubblica il 45 giri Il mondo di Lucia/Dialogo. Dalla fusione degli Antenati con un'altra band fiorentina, la Bob Rose Family (con Bob Rose, pseudonimo di Roberto Rosati, alle chitarre, Carlo Felice Marcovecchio, già nei Telstars e I Califfi, alla batteria e Laura Landi alla voce solista), e l'aggiunta di Riccardo Azzurri nascono nel 1978 gli Extra. Grazie a Marcovecchio e Rosati, che avevano suonato nell'album Solo, vengono notati da Claudio Baglioni, che diventa il loro produttore e che li sceglie come gruppo d'accompagnamento per il tour del 1979.
Gli Extra pubblicano due 45 giri: il primo di essi contiene due cover di Billy Joel, Come sei (Just The Way You Are) e Vengo via (Movin' out), i cui testi italiani sono di Cucaio (pseudonimo di Baglioni). Anche il 45 giri seguente contiene una cover sul lato A, Maria Maddalena (di Juan Carlos Calderon, ancora una volta tradotta da Baglioni), mentre il brano sul retro, La mia canzone per te, è un originale di Baglioni su musica di Bruno Mosti e Roberto Rosati.

### Anni Ottanta e Novanta: session man con Claudio Baglioni ed altre attività
Dopo lo scioglimento degli Extra, inizia una collaborazione che vede Walter Savelli partecipare come pianista a tutti i dischi ed i tour di Claudio Baglioni dal 1981 al 2000. Si esibisce insieme a Riccardo Azzurri durante il Festival di Sanremo 1983. Parallelamente all'attività di musicista e collaboratore di Baglioni, inizia un progetto didattico e pubblica una serie di libri di didattica musicale:
- Metodo per Pianoforte Rock (Ed. Berben)
- Il Pianoforte Moderno
- 20 studi ritmici per Pianoforte Moderno

La collaborazione con Baglioni riprende nel 2003 per gli otto concerti negli stadi del tour Tutto in un Abbraccio e con la partecipazione nel 2006 alla quinta edizione di O' Scià. Nel 2004, insieme ai comici di Zelig, pubblica con la Arnoldo Mondadori Editore il libro No Guru. Te la do io la tecnologia!.

## Discografia

### Da solista
- 2005 – Piano pianissimo
- 2005 – Past and Present
- 2006 – Step by Step
- 2007 – Hopes and Emotions
- 2008 – Hopes and Emotions Live in Florence
- 2009 – Odissey
- 2014 – Life in Music
- 2014 – Enarmonia
- 2014 – False relazioni cromatiche (omaggio a Sergei Rachmaninoff)
- 2015 – Myself
- 2016 – Accordi imprevedibili (parafrasi musicali omaggio a Claudio Baglioni)
- 2017 – The New Real Time Song
- 2018 – Then and Now
- 2018 – (I Lived It) By Myself
- 2019 – Esempi audio
- 2021 – Imaginary Rhapsody
- 2021 – Time Machine
- 2022 - Cool Life
- 2022 - Cool Life (Acoustic)
- 2023 - Ever and Forever
- 2023 - La Notte dei Babbi Natale
- 2024 - (I Lived It) By Myself (Live)

### Con I Guerrieri
- 1965 – Il principe guerriero/L'ultima volta (singolo)

### Con i Telstars
- 1966 – She Waits the Happiness/With My Girl (singolo)
- 1966 – Solo me/Everything (singolo)
- 1966 – I'm Feeling In Love/Non eri per me (singolo)
- 1966 – Tu sei lontana/Come farei (singolo)

### Con Gli Antenati
- 1974 – Il mondo di Lucia/Dialogo (singolo)

### Con gli Extra
- 1978 – Come sei/Vengo via (singolo)
- 1979 – Maria Maddalena/La mia canzone per te (singolo)

### Collaborazioni
- 1982 – Claudio Baglioni – Alé-oó
- 1986 – Franco Simone – Il pazzo, lo zingaro ed altri amici
- 1990 – Claudio Baglioni – Oltre
- 1992 – Claudio Baglioni – Assieme oltre il concerto
- 1992 – Claudio Baglioni – ancorAssieme
- 1995 – Claudio Baglioni – Io sono qui
- 1996 – Claudio Baglioni – Attori e spettatori
- 1997 – Claudio Baglioni – Anime in gioco
- 1998 – Claudio Baglioni – A-Live
- 2003 – Claudio Baglioni – Sono io - L'uomo della storia accanto